# Physique statistique hors d'équilibre
La physique statistique hors d'équilibre étudie les phénomènes de relaxation et de transport au voisinage de l'équilibre thermodynamique. Il s'agit là de phénomènes dissipatifs donc irréversibles, liés à une augmentation de l'entropie.
À la différence de la thermodynamique hors équilibre les méthodes utilisées relèvent du domaine de la physique statistique et permettent de donner les lois caractérisant un phénomène ainsi que les coefficients présents dans ces lois par l'étude des fluctuations dans le milieu au voisinage de l'équilibre thermodynamique.
Dans cet article on adopte la convention de sommation d'Einstein.

## Histoire
À la fin du XIXe siècle la thermodynamique va voir un extraordinaire développement avec les travaux de Rudolf Clausius qui établit la seconde loi de la thermodynamique et introduit la notion d'entropie en 1862. Cette théorie trouvera son pendant en théorie cinétique des gaz avec les travaux de Ludwig Boltzmann en 1872 (théorème H) et 1877 (formule de Boltzmann).
En 1866 James Clerk Maxwell publie la loi de diffusion dans un milieu à plusieurs espèces.
Albert Einstein en 1905 et Paul Langevin en 1908 donnent la description du mouvement brownien conduisant au premier calcul d'un coefficient de transport. À la même époque Marian Smoluchowski développe les méthodes associées aux processus aléatoires.
Willard Gibbs (1902) et Albert Einstein (1910) établissent la théorie des fluctuations autour de l'équilibre.
Les progrès ultérieurs seront liés à la connaissance des processus aléatoires avec Norbert Wiener (1930) et Alexandre Khintchine (1934) qui démontrent le théorème qui porte leur nom, Herbert Callen et Theodore Welton pour le théorème de fluctuation-dissipation (1951), Melville Green (1954) et Ryogo Kubo (1957) pour leurs travaux sur le lien entre coefficients de transport et propriétés temporelles du système (relation de Green-Kubo).

## Ensemble de Gibbs, variables conservatives, fluctuations
Les systèmes auxquels on s'intéresse, qu'ils soient solides, liquides ou gazeux, sont constitués d'un très grand nombre de particules. À l'équilibre il est décrit par un nombre faible de variables extensives (conservatives) décrivant une collection d'états du système appelé ensemble de Gibbs. L'ensemble des états microscopiques contenus dans cet ensemble est décrit à chaque instant par une fonction de distribution (densité de probabilité conjointe) {\displaystyle f} dans l'espace des phases que l'on supposera normalisée à 1. Si l'on se limite à des particules sans degré de liberté interne, celles-ci sont décrites par leurs positions {\displaystyle \mathbf {x} _{i}} et leur quantité de mouvement {\displaystyle \mathbf {p} _{i}}. Les valeurs macroscopiques temporelles de chaque variable conservative {\displaystyle A_{i}} sont définies par les moments :
- d'ordre 0 (valeur moyenne) :

{\displaystyle A_{i}(\mathbf {x} ,t)=\langle a_{i}\rangle :=\int _{V}\int _{0}^{\infty }a_{i}(\mathbf {x} ,\mathbf {p} )f(\mathbf {x} ,\mathbf {p} ,t)\,\mathrm {d} \mathbf {p} \,\mathrm {d} \mathbf {x} }
{\displaystyle V} étant le volume élémentaire définissant l'ensemble de Gibbs.
- d'ordre 2, caractérisant les corrélations des écarts aux valeurs moyennes :
  - la variance : {\displaystyle \langle a_{i}a_{j}\rangle } ;
  - la covariance : {\displaystyle \langle (a_{i}-A_{i})(a_{j}-A_{j})\rangle =\langle a_{i}a_{j}\rangle -\langle a_{i}\rangle \langle a_{j}\rangle }.

## La distribution gaussienne
Outre la généralité de cette distribution telle que l'établit le théorème central limite, celle-ci peut être obtenue à partir d'arguments thermodynamiques.

### Obtention de la distribution
À l'équilibre thermodynamique, la loi de Boltzmann permet de lier la fonction de distribution à l'entropie {\displaystyle S} par :
{\displaystyle f(a_{i})=Ce^{\frac {S(a_{i})}{k}}}
{\displaystyle S} est une fonction positive, concave, continûment différentiable et l'équilibre est défini par {\displaystyle \left.{\frac {\partial S}{\partial A_{i}}}\right|_{S=S_{0}}=0}
On peut donc écrire un développement en série de Taylor conduisant à une distribution gaussienne des fluctuations des valeurs à l'équilibre {\displaystyle x_{i}=a_{i}-A_{i_{0}}} :
{\displaystyle f\simeq C\mathrm {e} ^{\frac {S_{0}(A_{i_{0}})}{k}}\mathrm {e} ^{-{\frac {1}{2}}\beta _{ij}x_{i}x_{j}}\,,\;\;\;\beta _{ij}=-{\frac {1}{k}}{\frac {\partial ^{2}S}{\partial A_{i}\partial A_{j}}}\geq 0}
la matrice {\displaystyle {\boldsymbol {\beta }}=\beta _{i,j}} est symétrique semi-définie positive et la normalisation de f permet d'obtenir la constante :
{\displaystyle \int _{-\infty }^{\infty }...\int _{-\infty }^{\infty }f\,\mathrm {d} x_{1}...\mathrm {d} x_{N}=1\;\;\;\Rightarrow \;\;\;Ce^{\frac {S_{0}}{k}}={\frac {\sqrt {\det {\boldsymbol {\beta }}}}{(2\pi )^{\frac {N}{2}}}}}
Si les fluctuations sont indépendantes alors {\displaystyle {\boldsymbol {\beta }}} est diagonale et {\displaystyle {\boldsymbol {\beta }}^{-1}} est la matrice des covariances.

### Propriétés
On définit les quantités thermodynamiques conjuguées par :
{\displaystyle X_{i}=-{\frac {\partial S}{\partial x_{i}}}=\beta _{ij}x_{j}}
On peut montrer une relation importante de ces quantités avec les fluctuations :
{\displaystyle \langle X_{i}x_{j}\rangle ={\frac {\sqrt {\det {\boldsymbol {\beta }}}}{(2\pi )^{\frac {N}{2}}}}\int _{-\infty }^{\infty }...\int _{-\infty }^{\infty }x_{i}\beta _{jl}x_{l}\mathrm {e} ^{-{\frac {1}{2}}\beta _{mn}x_{m}x_{n}}\,\mathrm {d} x_{1}...\mathrm {d} x_{N}=\delta _{ij}}
Cette propriété constitue un résultat important pour l'établissement des relations de réciprocité d'Onsager.
En utilisant l'équation de définition de {\displaystyle X_{i}} on obtient :
{\displaystyle \langle x_{i}x_{j}\rangle =({\boldsymbol {\beta }})_{ij}^{-1}\,,\;\;\;\langle X_{i}X_{j}\rangle =\beta _{ij}}
On définit une approximation linéaire des fluctuations de la variable thermodynamique g par :
{\displaystyle \Delta g={\frac {\partial g}{\partial x_{i}}}x_{i}}
On peut calculer la moyenne quadratique :
{\displaystyle \langle (\Delta g)^{2}\rangle ={\frac {\partial g}{\partial x_{i}}}{\frac {\partial g}{\partial x_{j}}}\langle x_{i}x_{j}\rangle }
On peut ainsi exprimer les fluctuations des quantités thermodynamiques fondamentales,, par exemple la vitesse ou la température :
{\displaystyle \langle (\Delta v_{x})^{2}\rangle ={\frac {kT}{m}}\,,\;\;\;\langle (\Delta T)^{2}\rangle ={\frac {RT^{2}}{MC_{V}}}}
où {\displaystyle R} est la constante universelle des gaz, {\displaystyle M} la masse molaire et {\displaystyle C_{V}} est la chaleur spécifique à volume constant. L'expression pour la vitesse peut être trouvée directement par le calcul à partir de la distribution maxwellienne des vitesses.
La fluctuation relative de la température peut être calculée ({\displaystyle \gamma =C_{P}/C_{V}}):
{\displaystyle {\frac {\sqrt {\langle (\Delta T)^{2}\rangle }}{T}}={\sqrt {\gamma -1}}}

## Processus temporel

### Processus aléatoires gaussiens
L'évolution de l'ensemble de Gibbs en {\displaystyle \mathbf {x} } obéit à un processus aléatoire (ou stochastique) caractérisé par l'évolution {\displaystyle g(t)}. Dans nombre de cas ce processus peut être supposé :
- gaussien : les densités conjointes sont des distributions maxwelliennes (gaussiennes) ;
- stationnaire : les densités sont indépendantes de l'échantillonnage en temps ;
- ergodique en moyenne : toute réalisation du processus (échantillon) caractérise complètement celui-ci. Ceci s'exprime en disant que la moyenne

{\displaystyle {\overline {g}}=\lim _{\tau \mapsto \infty }{\frac {1}{\tau }}\int _{t}^{t+\tau }g(t')\mathrm {d} t'}
est indépendante de {\displaystyle t}.
De plus l'analyse harmonique montre que les descriptions temporelle et en moyenne d'ensemble sont équivalentes :
{\displaystyle {\overline {g}}=\langle g\rangle }

### Fonction de corrélation, densité spectrale
On peut décomposer la distribution composée par une réalisation {\displaystyle g(t)} dans l'intervalle {\displaystyle \left[0,T\right]} et 0 au dehors en série de Fourier :
{\displaystyle g(t)=\sum _{n=-\infty }^{\infty }b_{i}\mathrm {e} ^{-i\omega _{n}t}\,,\;\;\;\omega _{n}={\frac {2\pi n}{T}}\,,\;\;\;0\leq t\leq T.}
On peut alors définir la transformation du processus {\displaystyle G(t)} dont {\displaystyle g(t)} est une réalisation par :
{\displaystyle G(t)=\sum _{n=-\infty }^{\infty }B_{i}\mathrm {e} ^{-i\omega _{n}t},\;\;\;0\leq t\leq T.}
Les coefficients {\displaystyle B_{n}} sont des combinaisons linéaires des {\displaystyle b_{n}}. Ce sont des variables aléatoires indépendantes.
La fonction de corrélation pour les fluctuations des processus {\displaystyle G_{i}} est définie par :
{\displaystyle C_{ij}(\mathbf {x} ,\mathbf {x} ',t-t')=\langle G_{i}(\mathbf {x} ,t)G_{j}(\mathbf {x} ',t')\rangle }
On s'intéresse plus particulièrement aux fonctions d'autocorrélation {\displaystyle C_{ii}} qui permet de mesurer l'étendue temporelle des corrélations. Dans le cas d'un processus gaussien :
{\displaystyle C(\tau )={\frac {1}{2\tau _{c}}}\mathrm {e} ^{-{\frac {\tau }{\tau _{c}}}}}
{\displaystyle \tau _{c}} est le temps de corrélation. La densité spectrale de puissance du processus est dès lors connue par le théorème de Wiener–Khintchine :
{\displaystyle \Gamma (\omega )={\frac {\omega _{c}^{2}}{\omega ^{2}+\omega _{c}^{2}}}\,,\;\;\;\omega _{c}=\tau _{c}^{-1}}
On a de façon évidente :
{\displaystyle C(\tau _{i}-\tau _{j})C(\tau _{j}-\tau _{k})=C(\tau _{i}-\tau _{k})}
Un processus qui obéit à cette relation est markovien d'après le théorème d'arrêt de Doob.

## Réponse linéaire d'un système au voisinage de l'équilibre thermodynamique

### Susceptibilité
On suppose un système à l'équilibre perturbé par un champ externe. La perturbation est décrite par l'hamiltonien perturbatif, :
{\displaystyle {\mathcal {H}}(t)=-\alpha (t)A}
où {\displaystyle A} est la grandeur conjuguée associée à {\displaystyle \alpha }.
On cherche à connaître la réponse de {\displaystyle A} à une telle fluctuation, dans le domaine linéaire. Celle-ci est le produit de convolution :
{\displaystyle \langle A\rangle =\int _{-\infty }^{t}{\tilde {\chi }}(t-t')\,\alpha (t')\,dt'}
{\displaystyle {\tilde {\chi }}} est la fonction de réponse invariante en temps et causale : elle ne dépend que de {\displaystyle t-t'} et est nulle pour {\displaystyle t'>t}. En supposant une perturbation impulsionnelle, on peut intégrer l'équation :
{\displaystyle \langle A\rangle ={\tilde {\chi }}(t)}
{\displaystyle {\tilde {\chi }}} est donc la réponse impulsionnelle ou fonction de Green retardée, qui ne dépend que des propriétés du système non perturbé.
On prendra à présent la perturbation sous forme d'une fonction harmonique {\displaystyle \alpha ={\mathcal {R}}e\left(e^{-i\omega t}\right)} :
{\displaystyle {\begin{array}{rcl}\langle A(t)\rangle &=&\int _{-\infty }^{t}{\tilde {\chi }}(t-t'){\mathcal {R}}e\left(e^{-i\omega t}\right)\mathrm {d} t'\\[0.6em]&=&{\mathcal {R}}e\left[e^{-i\omega t}\int _{0}^{\infty }{\tilde {\chi }}(\tau )e^{-i\omega \tau }\mathrm {d} \tau \right]\\[0.6em]&=&{\mathcal {R}}e\left[e^{-i\omega t}\chi (\omega )\right]\end{array}}}
où l'on a introduit la transformée de Fourier au sens des distributions :
{\displaystyle \chi (\omega )=\chi '+\mathrm {i} \chi ''={\mathcal {F}}\left({\tilde {\chi }}\right)=\int _{0}^{\infty }{\tilde {\chi }}(t)e^{-i\omega t}dt}
Les parties réelle {\displaystyle \chi '} et imaginaire {\displaystyle \chi ''} de {\displaystyle \chi } obéissent aux relations de Kramers-Kronig.

### Dissipation
La puissance instantanée reçue par le système soumis au champ {\displaystyle \alpha (t)} harmonique est :
{\displaystyle W=\alpha (t){\frac {\mathrm {d} }{\mathrm {d} t}}\langle A\rangle =\omega \cos \omega t\left(-\chi '\sin \omega t+\chi ''\cos \omega t\right)}
dont la valeur moyenne vaut :
{\displaystyle {\overline {W}}={\frac {1}{2}}\omega \chi ''}
La dissipation est donc liée à la partie imaginaire de la fonction d'autocorrélation de la fluctuation : c'est le théorème de fluctuation-dissipation.

## Un exemple classique: le mouvement brownien
Le mouvement brownien se définit par le mouvement stochastique d'une particule de faible dimension dans un fluide. Il est représenté par l'équation de Langevin :
{\displaystyle m{\frac {\mathrm {d} \mathbf {V} }{\mathrm {d} t}}=-m\beta \mathbf {V} +F(t)}
- {\displaystyle \mathbf {V} } vitesse ;
- {\displaystyle m} masse ;
- {\displaystyle \beta } coefficient lié à la traînée (donnée par exemple par la loi de Stokes) ;
- {\displaystyle F} force aléatoire résultant des chocs avec les molécules.

On suppose que :
- {\displaystyle F(t)} est de moyenne nulle :

{\displaystyle \langle F(t)\rangle =0},
- {\displaystyle F(t)} obéit à un processus gaussien de temps caractéristique {\displaystyle \tau _{C}<<\beta ^{-1}}. On assimilera donc la fonction d'autocorrélation à une fonction de Dirac :

{\displaystyle C(\tau )=\int _{-\infty }^{\infty }\langle F(t)F(t+\tau )\rangle \mathrm {d} \tau =D\delta (\tau )}
La résolution de l'équation de Langevin pour une vitesse initiale {\displaystyle V_{0}} est la suivante :
{\displaystyle V=V_{0}e^{-\beta t}+{\frac {1}{m}}\int _{0}^{t}F(t')e^{-\beta (t-t')}dt'}
Soit en moyenne :
{\displaystyle \langle V\rangle =V_{0}\mathrm {e} ^{-\beta t}}
La vitesse moyenne relaxe vers 0 avec un temps caractéristique {\displaystyle \beta ^{-1}}.
On peut également calculer la variance :
{\displaystyle \sigma ^{2}=\langle V(t)-\langle V(t)\rangle \rangle ={\frac {D}{2m^{2}\beta }}\left(1-e^{-2\beta t}\right)}
Aux temps grands :
{\displaystyle \sigma ^{2}\simeq {\frac {D}{2m^{2}\beta }}\,,\;\;\;t>>\tau _{C}}
On peut également écrire la variance sous la forme :
{\displaystyle \sigma ^{2}=\langle V^{2}(t)\rangle -\langle V(t)\rangle ^{2}}
L'énergie moyenne est :
{\displaystyle \langle E(t)\rangle ={\frac {m}{2}}\langle V^{2}(t)\rangle }
La limite de cette quantité aux temps longs est :
{\displaystyle \langle E(t)\rangle \simeq {\frac {D}{4m\beta }}\,,\;\;\;t>>\tau _{C}}
L'équipartition de l'énergie avec les particules environnantes permet d'écrire :
{\displaystyle \langle E\rangle ={\frac {kT}{2}}}
D'où l'expression de {\displaystyle \beta } :
{\displaystyle \beta ={\frac {D}{2mkT}}={\frac {C\delta (\tau )}{2mkT}}}
Cette relation qui lie le coefficient de frottement à la fonction d'autocorrélation illustre la relation de Green-Kubo.

## Ouvrages de référence
- (en) Ryōgo Kubo, Morikazu Toda et Natsuki Hashitsume, Statistical Physics II : Nonequilibrium Statistical Mechanics, Springer Verlag, 1991, 279 p. (ISBN 978-3-642-58244-8, lire en ligne)
- (en) Byung Chan Eu, Generalized Thermodynamics. The Thermodynamics of Irreversible Processes and Generalized Hydrodynamics, Kluwer Academic Publishers, 2002, 342 p. (ISBN 1-4020-0788-4, lire en ligne)
- (en) P. Glansdorff et Ilya Prigogine, Thermodynamic Theory of Structure, Stability, and Fluctuations, Wiley-Interscience, 1971 (ISBN 0-471-30280-5, lire en ligne)
- (en) Walter T. Grandy Jr, Entropy and the Time Evolution of Macroscopic Systems, Oxford, Oxford University Press, 2008, 209 p. (ISBN 978-0-19-954617-6, lire en ligne)
- (en) István Gyarmati, Non-equilibrium Thermodynamics. Field Theory and Variational Principles, Springer, 1967, 184 p. (ISBN 978-3-642-51067-0, lire en ligne)
- (en) Dimitrii Zubarev, Nonequilibrium Statistical Thermodynamics, Springer, 1974 (ISBN 0-306-10895-X).
- (en) Dimitrii Zubarev, Vladimir Morozov et Gerd Röpke, Statistical Mechanics of Nonequilibrium Processes : Basic Concepts, Kinetic Theory, Academie Verlag, 1996, 375 p. (ISBN 978-3-05-501708-7)
- (en) Dimitrii Zubarev, Vladimir Morozov et Gerd Röpke, Statistical Mechanics of Nonequilibrium Processes : Relaxation and Hydrodynamic Processes, Academie Verlag, 1997